# Mohamed Fadel Gazuani
Mohamed Fadel Gazuani –en árabe, محمد فاضل الغزواني– (nacido el 16 de noviembre de 1991) es un deportista tunecino que compitió en judo. Ganó dos medallas de bronce en el Campeonato Africano de Judo, en los años 2009 y 2010.

## Palmarés internacional
| Campeonato Africano | Campeonato Africano     | Campeonato Africano | Campeonato Africano |
| Año                 | Lugar                   | Medalla             | Categoría           |
| ------------------- | ----------------------- | ------------------- | ------------------- |
| 2009                | Puerto Louis (Mauricio) | Medalla de bronce   | –81 kg              |
| 2010                | Yaundé (Camerún)        | Medalla de bronce   | –81 kg              |